# Daniel Andersson (futbolista nacido en 1972)
Daniel Andersson (*Bjuv, Suecia, 18 de diciembre de 1972), futbolista sueco. Juega de portero y su primer equipo fue Bjuvs IF.

## Clubes
| Club            | País    | Año       |
| --------------- | ------- | --------- |
| Bjuvs IF        | Suecia  | 1989-1990 |
| Ramlösa BoIS    | Suecia  | 1991-1992 |
| Ängelholms FF   | Suecia  | 1992-1995 |
| Högaborgs BK    | Suecia  | 1995-1998 |
| Trelleborgs FF  | Suecia  | 1998-2000 |
| AIK             | Suecia  | 2000-2003 |
| Hibernian FC    | Escocia | 2003-2004 |
| Helsingborgs IF | Suecia  | 2004-     |